# 마르셀루 비에이라
마르셀루 비에이라 다 시우바 주니오르(포르투갈어: Marcelo Vieira da Silva Júnior, 1988년 5월 12일 ~)는 브라질의 은퇴한 축구 선수로, 현역 시절 포지션은 레프트백이었다.
그는 호베르투 카를루스와 자주 비교되는데, 세계구급 좌측 수비수인 카를루스 자신도 "마르셀루는 나보다 기술력이 뛰어나다" 라며 마르셀루가 후계자임을 인정했다.
대 도약의 시즌 후, 마르셀루는 파올로 말디니나 디에고 마라도나와 같은 축구의 전설적인 거물들로부터 동일한 임무를 수행하는 선수들 중에서 최우수 선수라는 찬사를 받았다.

## 클럽 경력

### 플루미넨시
마르셀루는 9세 때부터 풋살을 시작해, 13세의 나이에 히우 지 자네이루 연고의 플루미넨시에 입단했다. 그는 형편이 어려운 가정 때문에 축구를 그만두는 것까지 고려했지만, 구단은 그를 "왕관의 보석"같이 귀중한 존재로 보아 축구를 계속할 수 있도록 도왔다.

### 레알 마드리드
마르셀루는 2007년 1월, 겨울 이적 시장을 통해 레알 마드리드에 합류했다. 라몬 칼데론 구단 회장은 그의 입단식에서 "그는 우리에게 중요한 신입 선수입니다. 그는 젊은 선수로 선수단에 신선함을 불어넣을 것이며, 우리 선수단에 젊은 선수들로 세대 교체를 감행하는 계획의 일부입니다. 우리는 유럽 절반이 원했던 진주인 그가 왔기에 기쁩니다." 다수의 관객들은 그를 호베르투 카를루스를 대신할 좌측 수비수로 고려하고 환영했다.
마르셀루는 2007년 1월 7일, 0-2로 패한 데포르티보전에서 교체로 들어가 첫 경기를 펼쳤다. 2007년 4월 14일, 당시 감독을 맡았던 파비오 카펠로 감독은 라싱 산탄데르전에서 마르셀루를 처음으로 선발에 배치시켰다. 레알 마드리드는 논란의 이 경기에서 1-2로 패했다. 2007-08 시즌, 마르셀루는 베른트 슈스터 신임 감독의 지도 하에 대부분의 마드리드 경기에 선발로 출전했다. 그의 경기장을 가로지를 수 있는 주력, 공격력, 그리고 수비력으로 하여금 그를 레알 마드리드의 핵심 선수로 만들었다.
2009년 들어 부진한 모습을 보인 마르셀루는 후안데 라모스 신임 감독의 지휘 하에 시즌 남은 기간 동안 벤치를 지켰고, 그보다는 수비성향이 짙은 가브리엘 에인세가 더 자주 기용되었다. 라모스는 마르셀루를 한 번 이상 측면 미드필더로 기용했고, 마르셀루는 맡은 역할을 잘 소화해냈다. 그는 마드리드가 4-0으로 이긴 스포르팅 히혼전에서 공격수 곤살로 이과인이 발꿈치로 내준 공을 골키퍼 너머로 차 넣어 첫 골을 기록했다. 경기 후, 라모스는 마르셀루를 향후 측면 미드필더로 기용할 것임을 밝혔지만, 필요 시 수비 역할을 수행케 할 것이라고 덧붙였다. 마르셀루는 알메리아와의 경기에서 두 번째 레알 마드리드 골을 넣었는데, 페널티 구역 바깥에서 약한 오른발로 강하게 차 넣었다.
2009년 4월 18일, 그는 레알 마드리드에서의 세 번째 골을 기록했는데, 그의 골로 소속 구단은 레크레아티보 원정에서 1-0 승리를 거두었다. 2009년 4월, 그는 세비야와의 라몬 산체스 피스후안 원정 경기에서 자신의 네 번째 골을 기록했다.

#### 2009–10 시즌

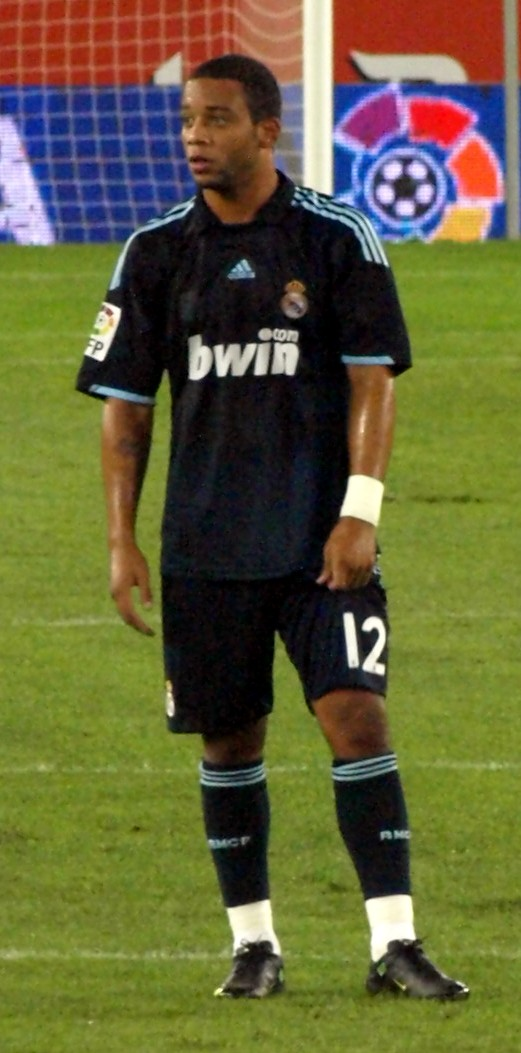
2009년, 레알 마드리드의 마르셀루

마누엘 페예그리니 신임 감독의 지도 하에, 마르셀루는 유연성과 주력을 강점으로 삼아 주로 선발로 출전해 공격 및 수비의 임무를 수행했다. 그는 페예그리니 감독의 지시 하에 좌측 미드필더로 계속 중용되었고, 2009-10 시즌 라 리가에서 최다 도움을 기록하기도 했다. 그는 2009년 말 기자 회견에서 "저는 측면 미드필더로 더 능숙하게 경기에 임할 수 있습니다." 라고 인정했다. 그는 2009-10 시즌 동안 마드리드에서 훌륭한 활약을 이어 나가 2010년 2월 5일에 2015년까지 유효한 연장 계약을 맺었다. 이 시즌 동안 그의 기량은 대 도약을 이룩한 것으로 평가된다.

#### 2010–11 시즌: 도약
마르셀루는 주제 모리뉴 감독 하의 2010-11 시즌에 다시 본래의 좌측 수비수 자리로 돌아갔다. 그는 모든 리그 경기에 선발로 나서서 공을 가로채는 것과 공격 시도에 능력을 향상시켜 감독의 믿음에 보답하며 감독의 칭찬을 받았다. 2010년 11월 25일, 마르셀루는 FIFA 세계 XI의 55인 후보로 선정되었다. 2월 13일, 그는 에스파뇰과의 경기에서 시즌 1호골을 뽑았고, 이 경기에서 소속 구단은 그의 골에 힘입어 1-0로 승리했다. 그는 리옹과의 UEFA 챔피언스리그경기에서 훌륭한 활약을 펼쳤다. 그는 공격에서의 우아함과 수비에서의 실력을 모두 보여주었고, 자신의 첫 UEFA 챔피언스리그 득점을 성공시키고, 카림 벤제마의 골도 도와, 3-0으로 마드리드가 이기고 2004년 이래 처음으로 대회 8강에 진출한 이 경기에서 최우수 선수로 지명되었다. 마르셀루는 시즌 내내 이어온 훌륭한 활약을 계속 이어가 캄 노우에서 벌어진 바르셀로나와의 2차전 경기에서도 득점을 올렸다. 경기는 1-1로 종료되었다.
마르셀루는 UEFA 챔피언스리그에서 성공을 거두면서 UEFA가 선정한 올해의 팀에 이름을 올렸다. 마르셀루는 전세계의 언론들로부터 이 시즌의 활약에 대해 큰 칭찬을 받았고, 다수는 그를 세계의 좌측 수비수로 고려했다. 디에고 마라도나 또한 그가 크리스티아누 호날두와 리오넬 메시의 뒤를 이어 라 리가에서 세 번째로 가장 잘하는 선수라고 말하기도 했다.

#### 2011–12 시즌

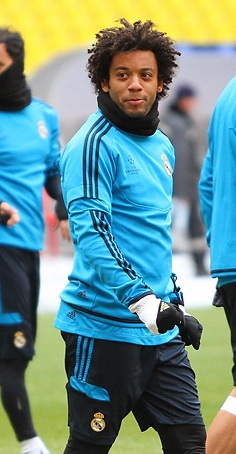
2012년 훈련의 마르셀루

마르셀루는 2011년 8월 17일, 마드리드가 2-3으로 바르셀로나한테 패한 경기에서 퇴장당했다. 2011년 12월 3일, 그는 스포르팅 히혼과의 라 리가 경기에서 마드리드의 3-0 쐐기골을 기록했다.
파올로 말디니는 마르셀루를 당대의 좌측 수비수라고 칭찬했는데, 그는 "훌륭하고 공격적인 선수이자 수비수로 양쪽에서의 전문가" 라고 묘사했다.
호베르투 카를루스도 마르셀루를 세계 최고의 좌측 수비수라고 칭찬했는데, "그는 나보다 공을 다루는 능력이 뛰어나고 선수단과 잘 어울린다." 라고 말하면서, 그가 자신의 후계자라고 덧붙였다. 마르셀루는 좌측 수비수로서 맹활약을 펼쳤는데, 예를 들어 키프로스의 APOEL과의 UEFA 챔피언스리그 8강전에서 75분에 파비우 코엔트랑과 교체로 들어갔는데도 보인 활약상을 꼽을 수 있다. 마르셀루는 레알 마드리드의 주전 선수로 활약해 32번째 리그 우승에 공헌했다.
마르셀루는 런던에서 열린 2012년 하계 올림픽에 참가할 브라질 올림픽 국가대표팀의 일원으로도 활약했다.

#### 2012–13 시즌
마르셀루는 9월 19일, 산티아고 베르나베우에서 벌어진 맨체스터 시티와의 UEFA 챔피언스리그 조별 리그 경기에서 시즌 첫 골로 마드리드의 만회골을 뽑아 3-2 역전승의 빌미를 제공했다.
2013년 2월, 마르셀루는 부상에서 복귀한 뒤 레알 마드리드의 2월 23일 에스타디오 데 리아소르 원정에 참가해 머랭의 2-1 승리를 도왔다. 4월 20일, 마르셀루는 레알 베티스와의 산티아고 베르나베우 경기에 주장 완장을 차고 임했다. 14분, 그는 길게 찬 공을 받는 와중에 근육 부상을 당했지만, 마드리드는 안방에서 3-1 승리를 거두었다.

#### 2013–14 시즌
마르셀루는 8월 7일, 첼시와의 2013년 기네스 국제 챔피언 컵 결승전에서 레알 마드리드의 선제골을 기록해 3-1 승리에 일조했다. 그는 리그 공식전에 28번 출전하여 1골을 넣었는데, 이 골은 3월 9일, 3-0 승리를 거둔 레반테와의 경기에서 기록했다.
마르셀루는 아틀레티코 마드리드와의 2014 UEFA 챔피언스리그 결승전에서 파비우 코엔트랑과 교체로 들어간 뒤 연장 혈투 중에 페널티 구역 밖에서 강하게 차 마드리드의 3번째 골을 기록해 4-1 승리에 일조했다.
고질적인 햄스트링 부상으로 인해 4월부터 결장이 잦았지만, 경기에 나올 때마다 환상적인 경기력으로 시즌 총 2골 8어시스트를 기록했다.

#### 2014-15 시즌
14-15 시즌은 팀은 무관에 그쳤으나 마르셀루의 커리어 중에서는 레알 마드리드 입단 후 최고의 활약을 펼친 시즌 중 하나였다.
시즌 성적은 프리메라리가 34경기 출전 2개의 골과 7개의 어시스트를 기록했고, 코파 델 레이에서는 3경기 1골, 챔피언스리그에서도 11경기 1골 2도움을 기록했다. 총 53경기 4골 9도움을 기록했다. 시즌 내내 약 4100 여 분을 소화했는데, 최근 몇 시즌 사이 마르셀루가 가장 많은 경기를 소화한 시즌이기도 하다.
무엇보다 주제 무리뉴 체제에서 측면과 중앙을 오가며 드리블과 테크닉, 강력한 슈팅 등의 개인기량으로 공격을 이끌던 크리스티아누 호날두가 카를로 안첼로티 체제로 넘어가면서 이제 더 이상 팀의 크랙으로 작용하기보단 야수같은 오프 더 볼 능력과 헤더, 골 결정력을 무기로 페널티 박스 안에서 공격의 피니쉬 작업에만 적극적으로 참여하게 되고, 그에 대한 반동으로 마르셀루의 측면 공격 작업이 더욱 활발하고 필요하게 되었다. 즉, 레알 마드리드의 좌측면에서 절대적으로 필요한 선수가 되었다고 할 수 있다.
엄청난 퍼포먼스를 보여주면서 동시에 부상없이
꾸준히 경기에 출전했던 시즌이지만, 아쉽게도 팀의 우승 운은 없었다.

#### 2015–16 시즌
2015년 7월 10일, 마르셀루는 레알 마드리드와의 계약을 갱신해, 2020년까지 레알 마드리드 선수 신분을 유지하게 되었다.
새롭게 레알 마드리드의 감독으로 부임한 라파엘 베니테즈 체제에서도 여전히 신뢰를 받으며 팀의 주전 수비수로 출전했다. 이케르 카시야스가 떠난 레알 마드리드의 부주장으로 승급하여 세르히오 라모스가 부상으로 인해 없었던 시즌 초에 주장 완장을 자주 달았다.
그리고 2015년 10월 18일, 그는 3-0으로 이긴 레반테전에서 레알 마드리드에서의 시즌 1호골을 득점했다. 프리메라리가 9라운드 셀타 비고와의 경기에서도 득점을 기록하면서 두 경기 연속 골을 기록하기도 했다.
이 시즌은 지금까지 포지션 경쟁자였던 파비우 코엔트랑이 AS 모나코로 임대떠났기 때문에 마르셀로의 체력 및 개인 컨디션 관리도 신경써야만 했던 시즌이었다. 챔피언스리그 조별리그인 파리 생제르망과의 경기에서 부상으로 아웃되기도 하면서 팬들의 우려감을 받기도 했지만, 적지 않은 경기를 소화하면서 그런 우려를 달래줬다.
베니테즈 체제의 레알 마드리드가 전술적으로 혼란을 겪고 결과적인 측면에서도 부진하면서 이에 대한 반동으로 베니테즈가 사임했다. 이에 대한 대처로 구단 차원에서 공들여 키우고 있던 카스티야의 지네딘 지단이 드디어 1군 팀의 감독으로 부임했다. 지단 체제에서도 마찬가지로 확고한 주전으로 활약했다. 베른트 슈스터 감독 이후 처음으로 시즌 중에 감독이 교체되었는데, 팀의 암흑기를 거쳤던 선수인 만큼 주장인 세르히오 라모스, 알바로 아르벨로아 등의 고참 선수들과 함께 어수선한 팀 분위기로 악영향을 받지 않게 팀을 잘 정비하는데 기여한 선수 중 하나였다.
최종성적은 41경기 2골 4도움으로, 프리메라리가에서 30경기에 출전했고, 챔피언스리그에서 11경기에 출전했다.
마르셀루는 UEFA 챔피언스리그 2015-16의 우승 주역이었다.

#### 2016-17 시즌
커리어 하이 시즌을 보냈으며, 총 47경기 3골 13어시스트를 기록하는 등 풀백이면서 엄청난 공격포인트를 기록했다.
2016년 9월, 리그 5라운드 경기에서 부상을 당했고, 10월 15일에 펼쳐진 프리메라 리가 8라운드 원정 경기에서 선발로 출전하면서 약 1달만에 부상에서 복귀하였다. 풀타임동안 활약했고 경기력도 매우 좋은 모습을 보여주며 부상에서 복귀한 선수가 맞는지 의심될 정도로 좋은 경기력을 보였다. 또한 이 경기에서 본인의 시즌 마수걸이 골을 기록하면서 팀의 대승을 이끌었다. 경기 폼이 확실히 시즌 극초반에 비해 많이 올라왔고 예년의 경기력을 보여주고 있다.
2016년 11월 프리메라리가 12라운드 데르비 마드릴레뇨에 선발로 출전했다. 경기에서 4-3-1-2 포메이션에서 이스코의 공격형 미드필더 프리롤 기용으로 인해서 레알 마드리드의 무게 중심이 오른쪽과 중앙으로 쏠리자 왼쪽 측면에서 직선적인 공격적 움직임을 가져가면서 가레스 베일과 함께 왼쪽 측면을 지배했고 아틀레티코 마드리드의 오른쪽 라인, 특히 후안프란을 계속해서 유린했다. 경기 내내 상당히 날카로운 움직임과 발재간 등을 보여주면서 루카 모드리치, 이스코, 마테오 코바치치, 가레스 베일 같이 발재간이 좋거나 전진성이 뛰어난 선수들이 다수 포함되어 있는 라인업에서 아틀레티코 마드리드를 원정에서 3:0으로 완패시켰다. 이번 4-3-1-2 포메이션에서 최고의 수혜자는 이스코와 크리스티아누 호날두라고 하지만, 만약 마르셀루의 개인기량이 부재했다면 실패할 가능성이 짙었을지도 모른다.
2017년 4월, 바이에른 뮌헨과의 챔피언스리그 8강에서는 엄청난 퍼포먼스를 보여주면서 두 차례의 실점 위기를 막아냈으며, 공격에서는 상대 수비진을 위협하는 플레이를 보여주었고 특히 연장전 후반에는 하프라인 근처부터 드리블하여 상대 수비수들을 제치고 상대 페널티박스까지 몰고온 뒤에 크리스티아누 호날두의 UEFA 챔피언스리그 통산 100호골을 어시스트 하는 등 맹활약을 펼치면서 다수의 매체로부터 평점 10점을 받았다. 라리가 35라운드 발렌시아 전에서는 1-1 동점이 유지되던 후반전 막판에 드리블 이후 오른발 슈팅을 가져가 결승골을 기록하면서 팀의 11-12시즌 이후 첫 라리가 우승에 기여했다.
2017년 6월, 챔피언스리그 결승전에서는 유벤투스 FC를 상대하여 같은 브라질리언인 다니 아우베스를 능가하는 폼을 보여주면서 공격적으로 매우 큰 존재감을 보였으며, 후반전 추가시간에는 마르코 아센시오의 득점을 어시스트 하면서 4-1 승리에 기여하였고, 개인 통산 3번째 챔피언스리그 우승을 차지하는 동시에 리가 우승까지 거두면서 더블을 달성했다.

#### 2017-18 시즌
시즌 시작 전에는 UEFA 슈퍼컵과 수페르코파 데 에스파냐에서 승리하여 트로피를 두차례 들어올렸다. 그런데 정규시즌에 들어서서 라리가 3라운드 경기에서 불필요한 발길질로 레드카드를 받아 퇴장당하고, 얼마 지나지 않아 부상으로 아웃되어 다소 어둡게 시즌을 시작하더니 전반기에 레알마드리드는 2010년대 들어서 역대 최악의 페이스를 보여준다. 마르셀루도 지난 시즌에 비해 폼이 떨어졌으며, 수비에 대한 지적도 받게 된다.
하지만 2017년 말부터 경기력이 살아나더니, 후반기에 들어서자 팀과 함께 다시 예년의 폼을 되찾아 좋은 경기력을 보여주면서 라리가 21라운드 발렌시아 CF 원정에서 경기에 쐐기를 박는 득점을 기록하더니, 2018년 2월에 펼쳐진 2017-18 UEFA 챔피언스리그 16강에서 파리 생제르망 FC를 상대하여 1차전 홈경기에서 쐐기골을 기록하고, 경기내내 여러차례 위협적인 찬스를 만들어내는 등 최고의 활약을 펼쳐 다수의 매체로부터 MOM으로 선정되었다.
이후 2018년 4월과 5월에는 유벤투스 FC와 FC 바이에른 뮌헨을 각각 챔피언스리그 8강과 4강에서 상대하면서 4경기 동안 총 2골 1어시스트를 기록하며 결승 진출을 이끌어내는 등 팀의 공격의 핵심 중 하나로써 맹활약을 펼쳤다.
5월 말에는 우크라이나에서 열린 챔피언스리그 결승전에서 리버풀 FC를 상대로 선발출전하여 가레스 베일의 멀티골을 모두 어시스트하는 등 측면에서 공격전개에 큰 역할을 해주면서 4-1 승리에 기여, 챔피언스리그 개편 이후 최초로 3연패 달성에 성공했다.
챔피언스리그 토너먼트에서 3골 3어시스트를 기록하며 왼쪽 측면의 지배자라는 칭호에 걸맞는 활약상을 보여주었으며, 클래스는 영원하다는 것을 보여준 시즌이었다.

#### 2018-19 시즌
브라질 월드컵을 치르고 맞는 시즌. 최고의 콤비를 보인 크리스티아누 호날두가 이적하면서 자연스레 유벤투스 FC 이적설이 많이 나왔다. 하지만 마르셀루는 이적설에 대해 말을 아꼈고, 레알 마드리드도 마르셀루를 지키는 데 급급했다. 그렇게 레알 마드리드에 잔류했다.
훌렌 로페테기가 감독으로 부임한 정규 시즌 극초반에는 팀과 함께 승승장구하는 듯 했으나, 얼마지나지 않아 팀이 크리스티아누 호날두의 공백으로 인한 득점력 저하로 인해 최악의 페이스를 보이게 된다. 이 때에도 제 몫을 해주던 선수는 마르셀루였으며, 팀이 연속 경기 무득점을 기록할 때 해결사로 나선 것도 마르셀루였다. 라리가 9R, 10R 경기에서 팀이 2-1과 4-1 스코어로 모두 패했지만, 각 경기에서의 레알의 모든 득점을 기록한 것이 마르셀루였다. 이 사이에 챔피언스리그 조별리그 경기에서는 결승골을 기록하기도 했다. 그렇게 죽어가는 레알 마드리드를 먹여 살리던 마르셀루였으나, 마르셀루 마저 햄스트링 부상과 함께 감독이 산티아고 솔라리로 교체된다.
2018년 말에는 FIFA 클럽 월드컵에 참여하여 준결승에서 어시스트를 2차례 기록하면서, 해트트릭을 기록한 가레스 베일과 함께 결승으로 이끌었다. 그리고 결승에서도 승리를 거두며 3회 연속 우승을 차지했다. 적어도 여기까지는 승승장구했던 마르셀루였다.
그러나 2019년 들어서면서 솔라리 체제에서 주전에서 밀려나게 된다. 19-20 시즌 들어서 마르셀루 출전 시에 레알의 승률이 낮은데다, 솔라리 감독이 공격적인 풀백보다 수비적으로 안정적인 풀백을 선호하면서 세르히오 레길론을 중용하기 시작한 것. 그러면서 솔라리와 마르셀루의 불화설도 불거졌으며, 코파 델 레이 16강 2차전에서는 마르셀루가 레길론과 마음대로 포지션을 바꾸며 솔라리 감독의 지시에 항명했다는 소식이 전해지며 논란이 되기도 했다. 그렇게 자연스레 레길론이 주전으로 거듭나게 된 것이다.
이후에도 마르셀루가 경기에 선발로 나온 경기에는 팀이 승리를 하지 못하는 경우가 매우 많아 더더욱 출전 기회를 잡지 못하게 된다. 마르셀루가 주전 경쟁에서 밀린 이유는 크게 3가지다. 우선 솔라리 감독의 전술과 맞지 않다. 솔라리 부임 후 레알은 수비 시에 지역방어보다 대인방어를 주로 하고 있는데, 기존에 마르셀루는 지역방어를 하던 선수였던지라 대인수비에서 약점을 보이고 있는 것이다. 두 번째로는 마르셀루의 몸관리 실패이다. 마르셀루가 이번시즌 들어서 7kg이 불었다는 기사가 나올 정도로 몸관리에 실패한 모습을 보이고 있고, 이러다보니 차오른 나이와 더불어 피지컬 하락의 원인이 되고 있다. 마지막으로 공격수들의 부진도 원인 중 하나이다. 기존에 호날두가 레알에 있을 당시에는 좌측면에서 최고의 시너지를 보이며 폭발적인 공격력을 보였다. 허나, 현재의 레알 마드리드의 공격력은 모든 선수들이 힘을 합해도 호날두 하나만도 못하다. 이러다보니 마르셀루가 공격 작업을 위해 전진해도 별다른 성과를 내지 못하고, 오히려 뒷공간을 내주면서 실점으로 이어지는 경우가 많아지는 것.
그러다 솔라리 체제에서의 레알 마드리드가 코파 델 레이에서는 준결승에서 탈락하고, 챔피언스리그에서는 충격적인 16강 탈락이라는 결과를 받으면서 솔라리가 경질된다. 그러면서 마르셀루와 레알 마드리드의 황금기를 함께 한 지네딘 지단이 감독직에 복귀하게 된다. 이는 마르셀루에게 희소식이었고, 누구보다도 지단을 환영하였다. 지단 감독 복귀전이었던 라리가 28R 셀타 비고 전에서 베일의 골을 어시스트했으며, 곧바로 29R 경기에서는 카림 벤제마의 결승골을 어시스트하는 등 2경기 연속으로 맹활약을 펼쳤다.
이후 경기에서는 레길론과 번갈아 출전하며 시즌을 마무리했다. 레알 마드리드와 마르셀루의 2010년대 최악의 시즌이었다.

## 국가대표팀 경력

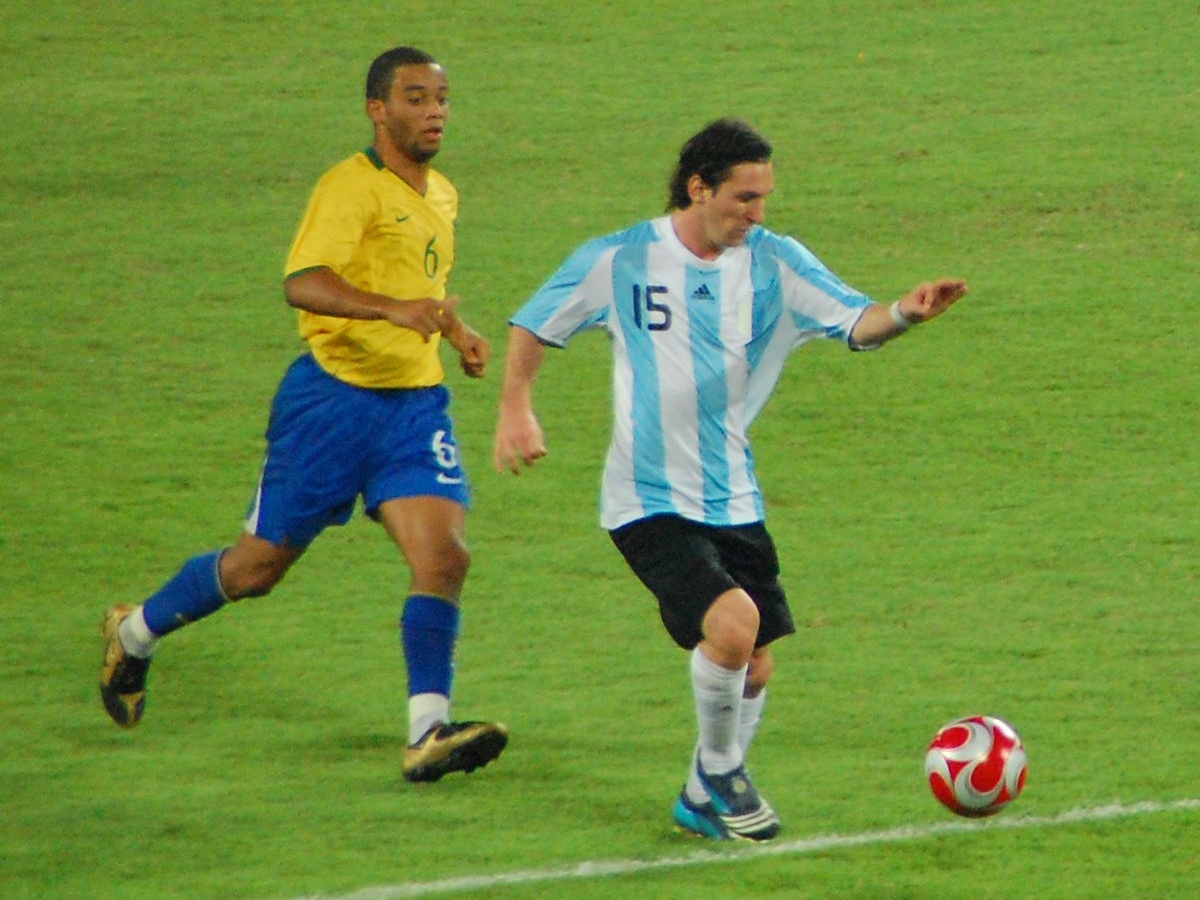
2008년 하계 올림픽 준결승전에서 아르헨티나의 리오넬 메시를 추적하는 마르셀루

마르셀루는 웨일스를 상대로 브라질 국가대표팀 첫 경기를 치렀는데, 그는 토트넘 홋스퍼의 홈구장 화이트 하트 레인에서 벌어진 이 경기에서 골을 넣어 2-0 승리에 공헌했다. 그는 웨일스 페널티 구역 외곽에서 공을잡아 전통적인 브라질 측면 수비수의 방식대로 강하게 쏘아 골을 넣었다. 마르셀루는 레알 마드리드와 브라질 국가대표팀의 전 좌측 수비수였던 호베르투 카를루스와 비교된다. 둘 다 모두 브라질의 좌측 수비수로 레알 마드리드의 전 / 현직 선수들이다. 양 선수 모두 득점을 위해 좌측으로 쇄도하는 경향이 있다. 두 선수는 2006-07 시즌에 한솥밥을 먹은 경험이 있는데, 이 후 카를루스는 터키의 페네르바흐체로 떠났다.

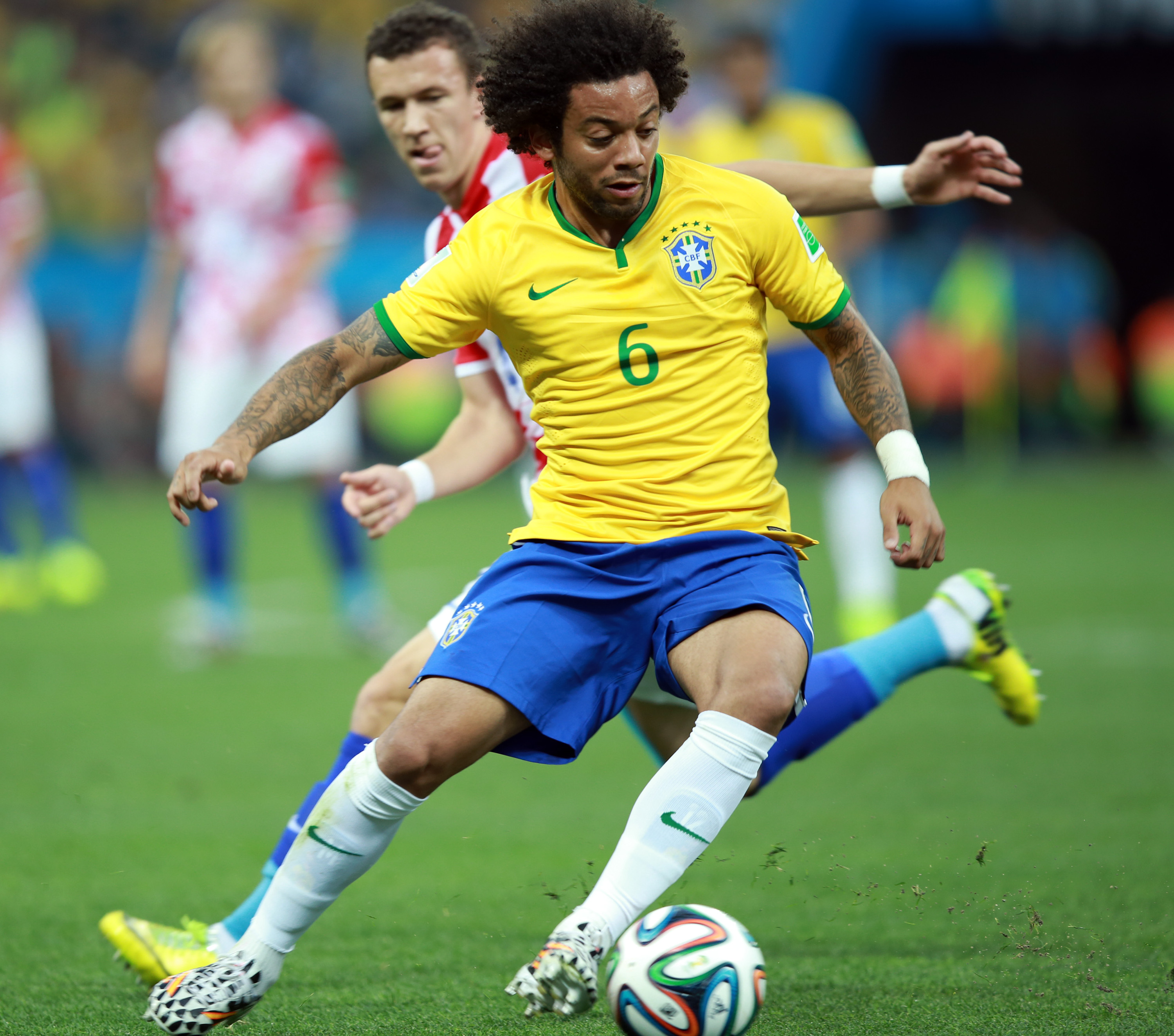
2014년 FIFA 월드컵 개막전에서 크로아티아의 이반 페리시치와 공을 경합하는 마르셀루

그는 2008년 하계 올림픽에 차출되어 나가 동메달을 획득했다.
2010년 5월, 그는 2010년 FIFA 월드컵에 참가하는 브라질의 예비 명단에 포함된 7명 중 한 명이었다. 비록 둥가 브라질 국가대표팀 감독의 부름을 받지 못했으나, 그는 마누 메네지스 신임 감독의 부름을 받아 2010년 8월 10일에 미국과의 친선경기에 출전했다. 그는 이후 2-1로 이긴 2011년 10월 11일, 멕시코 원정 친선경기에서 몇 명의 선수를 공을 끌어서 제친 뒤 강력한 슛으로 골망을 갈라 결승골을 넣어 경기 최우수 선수로 선정되었다.
마르셀루는 2013년 FIFA 컨페더레이션스컵에서 브라질 국가대표팀에 차출되었다. 그는 3-0으로 이긴 스페인과의 결승전을 포함하여 브라질이 참가한 5경기에 모두 나섰다.
2014년 6월 12일, 마르셀루는 크로아티아와의 2014년 FIFA 월드컵에서 11분에 니키차 옐라비치의 슛을 굴절시켜 대회 첫 골로 자책골을 넣었다. 이는 브라질의 첫 FIFA 월드컵 자책골이었지만, 나중에 경기를 뒤집고 3-1로 이겼다.
2018년 FIFA 월드컵 본선 최종명단에도 포함되어 조국이 8강까지 경기를 치르는 동안 부상으로 빠진 1경기를 제외하고 모두 선발출전하였다.

## 경력 통계

### 클럽 기록
| 클럽          | 시즌      | 리그 | 리그 | 컵1  | 컵1 | 유럽 | 유럽 | 기타2 | 기타2 | 합계 | 합계 |
| 클럽          | 시즌      | 출장 | 골   | 출장 | 골  | 출장 | 골   | 출장  | 골    | 출장 | 골   |
| ------------- | --------- | ---- | ---- | ---- | --- | ---- | ---- | ----- | ----- | ---- | ---- |
| 플루미넨시    | 2005      | 12   | 2    | 0    | 0   | 0    | 0    | 0     | 0     | 12   | 2    |
| 플루미넨시    | 2006      | 18   | 4    | 0    | 0   | 0    | 0    | 0     | 0     | 18   | 4    |
| 플루미넨시    | 합계      | 30   | 6    | 0    | 0   | 0    | 0    | 0     | 0     | 30   | 6    |
| 레알 마드리드 | 2006–07   | 6    | 0    | 0    | 0   | 0    | 0    | 0     | 0     | 6    | 0    |
| 레알 마드리드 | 2007–08   | 24   | 0    | 2    | 0   | 6    | 0    | 0     | 0     | 32   | 0    |
| 레알 마드리드 | 2008–09   | 27   | 4    | 2    | 0   | 5    | 0    | 0     | 0     | 34   | 4    |
| 레알 마드리드 | 2009–10   | 35   | 4    | 2    | 0   | 6    | 0    | 0     | 0     | 43   | 4    |
| 레알 마드리드 | 2010–11   | 32   | 3    | 6    | 0   | 12   | 2    | 0     | 0     | 50   | 5    |
| 레알 마드리드 | 2011–12   | 32   | 3    | 5    | 0   | 7    | 0    | 0     | 0     | 44   | 3    |
| 레알 마드리드 | 2012–13   | 14   | 0    | 3    | 0   | 2    | 1    | 0     | 0     | 19   | 1    |
| 레알 마드리드 | 2013–14   | 28   | 1    | 4    | 0   | 7    | 1    | 0     | 0     | 39   | 2    |
| 레알 마드리드 | 2014–15   | 34   | 2    | 5    | 1   | 11   | 1    | 3     | 0     | 53   | 4    |
| 레알 마드리드 | 2015–16   | 30   | 2    | 0    | 0   | 11   | 0    | —     | —     | 41   | 2    |
| 레알 마드리드 | 2016–17   | 8    | 1    | 0    | 0   | 11   | 0    | 3     | 0     | 47   | 3    |
| 레알 마드리드 | 2017-18   | 28   | 2    | 0    | 0   | 11   | 3    | 5     | 0     | 44   | 5    |
| 레알 마드리드 | 2018-19   | 23   | 2    | 4    | 0   | 4    | 1    | 3     | 0     | 34   | 3    |
| 레알 마드리드 | 2019-20   | 15   | 1    | 3    | 1   | 4    | 0    | 1     | 0     | 23   | 2    |
| 레알 마드리드 | 2020-21   | 16   | 0    | 1    | 0   | 2    | 0    | -     | -     | 19   | 0    |
| 레알 마드리드 | 2021-22   | 12   | 0    | 2    | 0   | 3    | 0    | 1     | 0     | 18   | 0    |
| 레알 마드리드 | 합계      | 386  | 26   | 36   | 3   | 102  | 6    | 22    | 0     | 546  | 38   |
| 올림피아코스  | 2022-23   | 5    | 0    | 2    | 3   | 3    | 0    | -     | -     | 10   | 3    |
| 플루미넨시    | 2023      | 19   | 1    | 2    | 0   | 8    | 0    | 3     | 1     | 32   | 2    |
| 플루미넨시    | 2024      | 17   | 1    | 3    | 0   | 8    | 2    | 8     | 0     | 36   | 3    |
| 경력 합계     | 경력 합계 | 457  | 34   | 43   | 6   | 123  | 11   | 33    | 1     | 656  | 52   |

1 수페르코파 데 에스파냐 경기 포함

2 UEFA 슈퍼컵 및 FIFA 클럽 월드컵 경기 포함

### 국가대표팀 득점 기록
아래의 점수에서 왼쪽의 점수가 브라질의 점수이다.
| # | 날짜             | 경기장                              | 상대                  | 점수 | 최종결과 | 대회                  |
| - | ---------------- | ----------------------------------- | --------------------- | ---- | -------- | --------------------- |
| 1 | 2006년 9월 5일   | 화이트 하트 레인, 런던, 잉글랜드    | 웨일스                | 2–0  | 2–0      | 친선경기              |
| 2 | 2011년 10월 11일 | 에스타디오 코로나, 토레온, 멕시코   | 멕시코                | 2–1  | 2–1      | 친선경기              |
| 3 | 2012년 2월 28일  | 쿠분파르크, 장크트갈렌, 스위스      | 보스니아 헤르체고비나 | 1–0  | 2–1      | 친선경기              |
| 4 | 2012년 5월 30일  | 페덱스필드, 랜도버, 미국            | 미국                  | 3–1  | 4–1      | 친선경기              |
| 5 | 2017년 3월 27일  | 아레나 코린치안스, 상파울루, 브라질 | 파라과이              | 3-0  | 3-0      | 2018 FIFA 월드컵 예선 |
| 6 | 2017년 11월 10일 | 스타드 피에르-마로이, 릴, 프랑스    | 일본                  | 2-0  | 3-1      | 친선경기              |

## 수상

#### 플루미넨시
- 캉페오나투 카리오카: 2005
- 타시 히우: 2005
- 코파 리베르타도레스 : 2023

#### 레알 마드리드
- 라 리가: 2006–07, 2007–08, 2011–12, 2016-17, 2019-20, 2021-22
- 코파 델 레이: 2010–11, 2013–14
- 수페르코파 데 에스파냐: 2008, 2012, 2017, 2020, 2022
- UEFA 챔피언스리그: 2013–14, 2015–16, 2016-17, 2017-18, 2021-22
- UEFA 슈퍼컵: 2014, 2016, 2017
- FIFA 클럽 월드컵: 2014, 2016, 2017, 2018

#### 브라질
- FIFA U-17 월드컵 준우승 : 2005
- 하계 올림픽 남자 축구 : 은메달 (2012), 동메달 (2008)
- FIFA 컨페더레이션스컵 : 2013

### 개인
- 캉페오나투 브라질레이루 세리이 A 올해의 팀: 2006
- 라리가 올해의 팀 : 2015–16[23]
- FIFA/FIFPro 월드 베스트 XI : 2012, 2015, 2016, 2017, 2018, 2019
- UEFA 올해의 팀 : 2011, 2017, 2018
- UEFA 챔피언스리그 시즌의 팀 : 2010-11, 2015–16[24], 2016-17, 2017-18
- FIFA 월드컵 드림팀 : 2014, 2018
- ESM 올해의 팀 : 2015–16, 2016–17
- 프랑스풋볼 2010년대 세계 베스트
- IFFHS 2010년대 세계 베스트
- IFFHS 2010년대 남미 베스트

## 사생활
2008년, 마르셀루는 소꿉 친구 클라리시 아우베스와 결혼했고, 2009년 9월 24일에는 장남 엔주 카투수 아우베스 비에이라를 득남했다. 차남 리암은 2015년 9월 1일에 태어났다.
마르셀루는 구단 동료 크리스티아누 호날두와 페페와 가까이 지낸다. 그는 몇 가지 문신을 몸에 새겼는데, 이 중에는 그의 왼팔에 새겨진 생일과 등번호 (12번)가 있다.
그의 조부 이름인 페드루도 한쪽 팔에 새겨져 있다. 상 페드루는 브라질 시절에 그가 축구를 계속할 수 있도록 재정적 지원을 해주었던 사람이다. 마르셀루는 매번 골을 기록할 때마다 그의 조부와 아내에게 바친다. 그는 레알 마드리드 TV 인터뷰에서 페드루 조부의 덕이 아니었다면 플루미넨시에서 축구를 하지 못했을 것이라 회고했다. 2014년 7월, 그의 조부가 2014년 FIFA 월드컵 기간 도중 별세했다.
2011년 7월 26일, 마르셀루는 스페인 이중국적을 취득해 선수단 내 숫자 제한이 내려지는 비 유럽 연합 선수가 아닌 일반 선수로 등록이 가능하게 되었다.

### 후원
2013년 4월, 마르셀루는 독일 스포츠용품사 아디다스의 새 계약자가 되어 베르나베우 공식 상점의 홍보 행사에 아디다스의 협찬을 받은 레알 마드리드 동료들인 이케르 카시야스와 카림 벤제마와 나와 F50 아디제로를 선보였다. 홍보 행사 도중, 마르셀루는 "선수로 살면서, 저는 몇몇 꿈을 실현했고, 이것도 실현했습니다. 이 거물들과 함께하는 느낌은 환상적입니다. 그들은 저를 축하해주었고, 좋은 기업이며, 저는 행복합니다." 라고 표의했다.